# 八色姓
八色姓（日语：／）为飞鸟时代天武天皇於684年（天武13年）開始订立的一种政治等級制度，以与天皇的亲疏远近而分类设置，表明各豪族的地位。後世日本的公家、武家在正式場合，除了苗字外，都要註明自己的八色姓，如德川家康的正式稱謂是“源朝臣家康”或“源朝臣德川家康”。但律令制崩壞後，人們為拔高身份，常常僭稱自己的八色姓，自稱為“朝臣”者甚多，祖上未必真是“朝臣”等級。八色姓直到明治時代才正式廢除。

## 起源
姓大约出现在古坟时代后期。姓的作用在表明各豪族的地位，由大和王权的大王赐给臣服大王的豪族，以承认他们地位，没姓的人是平民与奴隶。姓的级别从高到低是臣、連、造、君、直、县主、村主，还有宿禰，大化革新前日本大約有三十種姓，必须注意同姓豪族不一定有血緣關係，豪族的血緣關係由“氏”决定，二者合称“氏姓制度”。
天武天皇十三年（公元684年），天武天皇颁布诏令废除了原来的氏族制度体系，将诸氏族的姓氏重新整理，为以下八种新的姓氏：。事实上八色姓的制定并非孤立的政策，而是天武朝一系列政治变革中的重要环节，在八色姓颁布前的几年内，多次将“造”姓和“直”姓的氏族或个人改赐为“连”姓。这一政策使得以往由“臣”、“连”姓氏族垄断的高级职位，开始向出身于“造”、“直”姓的官员开放。
整体而言，八色姓改革的动机与意图，主要是大化改新以来推动律令制建设，为了打破传统豪族势力依托的氏族制度，弱化旧贵族和地方势力的独立性，加强天皇权威；打造基于律令的新官僚体系，达成中央集权的目标。

## 分级
天武十三年（684年），八色姓的制度正式颁布，八色姓中的八种姓实际上仅有真人、朝臣、宿禰、忌寸四种得到了被赐予。八色姓按等级顺序分别是：
1. 真人（まひと）：皇族成员（包括已臣籍降下的皇族），拥有“真人”姓的氏族，其出身多为继体天皇的后裔，这一安排旨在强化皇室的权威与地位。[4]
2. 朝臣（あそみ・あそん）：皇族分支及辅佐天皇的重要氏族，以源氏（814年起）和平氏（825年起）最為著名。
3. 宿禰（すくね）：授予拥有相当势力的豪族。
4. 忌寸（いみき）：授予在技术或实务方面做出贡献的渡來人系氏族。
5. 道师（みちのし）：无授予实例。
6. 臣（おみ）：朝臣以外的官员。
7. 连（むらじ）：拥有一定地方势力的豪族。
8. 稻置（いなぎ）：地方官。

## 发展
八色姓发展经过数个阶段。在天武天皇到元正天皇時代是八色姓的制定阶段，基本方针是根据氏族的出身来赐姓，例如将“朝臣”授予皇族分支，将“宿禰”授予神别氏族（傳说是神祇的後裔，隨天津彥彥火瓊瓊杵尊降臨的神的後人）；然而，在这一时期，姓的变更相对较少。
在聖武天皇到称德天皇時代，许多渡来人获得了姓，这成为八色姓制度的一大特点。此外，在圣武天皇时期，赐予的姓主要是“忌寸”，但随着时代的推移，“宿禰”与“朝臣”等高级姓氏逐渐被賜予渡来人。这种对渡来人赐姓的现象被认为是由于他们作為中下层官员，在朝廷中日益重要地位，而被刻意拔擢，激勵中下层官员。然而，这也导致了原本赐予“朝臣”、“宿禰”给高级氏族的规范逐渐形式化。在《新撰姓氏錄》的序文中，对这种社会现象有如下描述：“聽許諸蕃，任願賜之。遂使前姓後姓，文字斯同，蕃俗和俗氏族相疑。”這反映了八色姓的赐予造成了传统氏族体系和阶层认同的模糊化。
在光仁天皇到桓武天皇時代，是一个对赐姓进行整理的时期，赐姓的数量有所减少；同时伴随着对各氏族出身的调查，在这一时期，氏名的变更与改姓更加强调祖先的出身背景，与前期的做法相比发生了显著变化。

## 影响
八色姓的制定體現了天武天皇強化中央集權和官僚化改革的努力。通過整理氏姓制度，為律令制的進一步推行奠定了基礎。根据六国史的记载，自天武朝起，记录在案的改姓多达1200例，这些改姓主要涉及五位以下低位阶的官员，以此激勵中下层官员，通过表现获得改姓进而晋升的机会，为官僚体系注入了竞争活力，並促進了社會流動性。
同時通過賜姓和对姓的严格控制，朝廷還加強了對地方和氏族的控制，使姓不再仅仅是家族荣誉的象征，而是律令制度下的人事管理工具，与冠位制度一同整合身分制度与官僚制度。此外，八色姓也在一定程度上重整了貴族社會內部的等級秩序，八色姓的制定明确了皇族、皇族分支，和辅佐天皇的重要氏族的崇高地位，從而構建了明確的等級秩序，鞏固律令制國家，在律令国家的发展中发挥了重要作用。

## 形式化与废止
然而随着律令体制的崩溃，到9世纪中，除了“朝臣”和“宿禰”之外的其他姓已不再被赐予；这一趋势与上级官职逐渐被特定氏族垄断的倾向有关，在官位晋升过程中，与有力氏族的关系比姓的高低更为重要，导致姓的实际意义逐渐弱化。随着姓的重要性下降，各氏族为了提升官位晋升的可能性，越来越重视氏名，而忽视姓。最终，上级官职几乎完全被藤原氏垄断，赐姓的记录急剧减少。到光孝天皇时期，仅记录了8次赐姓，而且全部为“朝臣”。
平安时代中期以后“氏”、“姓”逐渐形式化，并出现代表出身地名的“名字”，后来写作“苗字”，而古代的氏姓仍然被保留，以象征、塑造家族地位，如德川家康的正式稱謂“源朝臣德川家康”，即“源氏朝臣姓、名字德川諱家康”，但由于人们喜好攀附著名氏族、高级姓，因此氏姓已经失去作为人名、表示亲属关系的实际功能。江户时代武士普遍使用“苗字+通称”的方式作为日常人名，平民则只有通称，不可公开使用苗字。但另一方面，朝廷、公家直到江户时代都不把“苗字”视为正式的人名，朝廷的文件中不会使用苗字，而是采用传统的氏名，在朝廷的正式文件中“氏+姓”的形式依然保留，但在其他情况下姓常被省略。
明治维新后，朝廷与一般社会在人名观念上的分歧，在明治政府整顿人名规定的过程中引发了一系列混乱。明治政府初期的核心人物多为公家出身，他们倾向于按照朝廷的传统习惯进行人名管理，致力于恢复古代的姓名形式。然而日本社会已习惯于使用通称或苗字为日常称呼，而重视古代氏姓的规定与实际社会大相径庭。随着藩閥逐渐控制明治政府，人名规定的复古趋势开始发生转变。1871年明治政府颁布《姓不称令》，规定在所有公文书中取消“氏”、“姓”，仅使用“苗字”，1872年壬申户籍编纂中，正式将“氏”、“姓”、“苗字”一元化为单一的概念--“苗字”，即今日所谓“日本姓氏”，旧有的氏、姓至此彻底退出历史舞台。